# Kees de Ruyter
Cornelis Henricus Rochus (Kees) de Ruyter (Waalwijk, 23 maart 1925 – aldaar, 10 februari 1983) was een Nederlandse biljarter. Hij werd ook wel Keesje de Ruyter genoemd.
De Ruyter was erg succesvol in de disciplines cadre 47/2 en in het libre. Hij werd tweemaal Europees kampioen en 31 maal Nederlands kampioen. Voor zijn prestaties is hij opgenomen in het boek "De Top 500 - de beste Nederlandse Sporters van de eeuw".

## Carrière
De Ruyter gaf op 11-jarige leeftijd staand op een kratje biljartdemonstraties in het café "Dirk de Ruijter" van zijn ouders op de Markt in Waalwijk. Eind jaren dertig verbood de kantonrechter hem dit omdat hij toen nog te jong was. Pas op 14-jarige leeftijd mocht hij deze activiteiten uitvoeren. Tweemaal, in 1937 en 1939, werd hij door Polygoonfilm gefilmd. Later begon hij een café aan de Grotestraat in Waalwijk, in het pand waar nu tapasrestaurant 'Me Gusta' gevestigd is en een café-restaurant te Ulvenhout.
Zijn internationale doorbraak maakte hij in 1950. Hij werd dat jaar Europees kampioen op de onderdelen cadre 47/2 en libre. Een jaar later werd hij respectievelijk derde en tweede op deze disciplines om ten slotte in 1952 nog eenmaal brons te winnen bij het Europees kampioenschap libre. Op het wereldkampioenschap libre in 1950 in Madrid behaalde hij in de eerste drie partijen een uitstekend gemiddelde van 74, maar weldra daalden zijn prestaties. In 1953 nam hij niet deel aan het wereldkampioenschap libre in het Spaanse Vigo wegens een conflict tussen de Spaanse en de Nederlandse biljartbond over de reiskostenvergoeding.
In de jaren '60 moest hij zijn loopbaan stoppen door een spierziekte. Hij is op 57-jarige leeftijd overleden. 
In 2004 werd hij opgenomen in de eregalerij van Holland Sport.

## Titels
- Europees kampioen cadre 47/2 – 1950
- Europees kampioen libre – 1950

## Palmares

### Cadre 47/2
- 1950:  EK in St. Etienne
- 1951:  EK in Waalwijk

### Libre
- 1950:  EK in Wenen
- 1951:  EK in Luxemburg
- 1952:  EK in St. Etienne